# Галичский район (Костромская область)
Га́личский райо́н — административно-территориальная единица (район) и муниципальное образование (муниципальный район) на западе Костромской области России.
Административный центр — город Галич (в состав района не входит).

## География
Площадь района — 2870 км².
Основные реки — Шача, Ноля, Тёбза, Вёкса.

## История
Галичский район образован в 1928 году в составе Костромской губернии из большей части Галичского уезда. В 1929 году Галичский район вошёл в состав Костромского округа Ивановской Промышленной области. В 1936 году вошёл в состав Ярославской области. После образования Костромской области в 1944 году — вошёл в её состав.
7 марта 1941 года часть территории Галичского района была передана в новый Ореховский район. 5 октября 1957 года к Галичскому району была присоединена часть территории упразднённого Игодовского района. 23 июля 1959 года к Галичскому району была присоединена часть территории упразднённого Ореховского района.
В соответствии с Законом Костромской области от 30 декабря 2004 года № 237-ЗКО район наделён статусом муниципального района, установлены границы муниципального образования. На территории района образованы 14 муниципальных образований (сельских поселений).
В соответствии с Законом Костромской области от 22 октября 2009 года № 525-4-ЗКО в состав Берёзовского сельского поселения включено упразднённое Муравьищенское сельское поселение.
В соответствии с Законом Костромской области от 22 июня 2010 года № 626-4-ЗКО объединены:
- Дмитриевское, Кабановское, Красильниковское, Пронинское и Чёлсменское сельские поселения — в Дмитриевское;
- Костомское, Унорожское и Ореховское сельские поселения — в Ореховское;
- Степановское и Толтуновское сельские поселения — в Степановское.

В соответствии с Законом Костромской области от 9 февраля 2007 года N 112-4-ЗКО Галичский район как административно-территориальная единица области также сохраняет свой статус.

## Население
| 2002   | 2008    | 2009  | 2010  | 2011  | 2012  | 2013  | 2014  | 2015  |
| ------ | ------- | ----- | ----- | ----- | ----- | ----- | ----- | ----- |
| 11 503 | ↘10 415 | ↘9471 | ↘8738 | ↘8717 | ↘8425 | ↘8233 | ↘8006 | ↘7849 |
| 2016   | 2017    | 2018  | 2019  | 2020  | 2021  |       |       |       |
| ↘7655  | ↘7513   | ↘7360 | ↘7136 | ↘6990 | ↘6661 |       |       |       |

Численность постоянного населения на 1 января 2007 года составила 10 017 человек, проживающих в 299 населённых пунктах, и за истекший год уменьшилась на 297 человек, или на 2,9 %, за счёт естественной убыли населения (-166 человек) и миграционной убыли (-188 человек). По сравнению с 2005 годом естественная убыль населения уменьшилась на 21 человека.
К сожалению, демографическая ситуация в муниципальном районе остаётся сложной как и по всей Российской Федерации. Численность постоянного населения в Галичском муниципальном районе продолжает сокращаться в среднем на 300 человек в год. В 2006 году число умерших превысило число родившихся в три раза.
Уровень безработицы в 2006 году — 1,08 % (1,4 % в 2005 году). Численность зарегистрированных безработных — 72 человека. Наибольшее количество безработных в Костомском и Ореховском сельских поселениях — 13 и 19 человек соответственно.

### Национальный состав
По итогам переписи населения 2020 года проживали следующие национальности (национальности менее 0,1 % и другое, см. в сноске к строке «Другие»):
| Национальность | Численность, чел. | Доля     |
| -------------- | ----------------- | -------- |
| Русские        | 6396              | 96,02 %  |
| Украинцы       | 24                | 0,36 %   |
| Татары         | 17                | 0,26 %   |
| Молдаване      | 17                | 0,26 %   |
| Башкиры        | 9                 | 0,14 %   |
| Азербайджанцы  | 9                 | 0,14 %   |
| Другие         | 189               | 2,82 %   |
| Итого          | 6661              | 100,00 % |

## Административное деление
Галичский район как административно-территориальная единица включает 5 поселений.
В Галичский район как муниципальный район входят 5 муниципальных образований со статусом сельских поселений:
| № | Поселение    | Административный центр | Количество населённых пунктов | Население | Площадь, км2 |
| - | ------------ | ---------------------- | ----------------------------- | --------- | ------------ |
| 1 | Берёзовское  | село Берёзовец         | 29                            | ↗605      |              |
| 2 | Дмитриевское | город Галич            | 113                           | ↘2651     |              |
| 3 | Лопарёвское  | посёлок Лопарево       | 14                            | ↘418      |              |
| 4 | Ореховское   | село Орехово           | 86                            | ↘1727     |              |
| 5 | Степановское | деревня Степаново      | 57                            | ↘1260     |              |

## Населённые пункты
В Галичском районе 274 населённых пунктов.
| №   | Населённый пункт   | Тип                     | Население | Поселение    |
| --- | ------------------ | ----------------------- | --------- | ------------ |
| 1   | 476 км             | железнодорожная будка   | →9        | Дмитриевское |
| 2   | 476 км             | железнодорожная казарма | →2        | Ореховское   |
| 3   | 495 км             | железнодорожная казарма | ↗5        | Дмитриевское |
| 4   | 505 км             | железнодорожная будка   | →1        | Дмитриевское |
| 5   | 523 км             | железнодорожная будка   | →0        | Лопарёвское  |
| 6   | 524 км             | железнодорожная казарма | →4        | Лопарёвское  |
| 7   | Абабково           | деревня                 | →7        | Дмитриевское |
| 8   | Аздемерово         | деревня                 | →0        | Дмитриевское |
| 9   | Аксёново           | деревня                 | →101      | Дмитриевское |
| 10  | Акулинино          | деревня                 | →1        | Дмитриевское |
| 11  | Алферьевское       | деревня                 | →0        | Дмитриевское |
| 12  | Аничково           | деревня                 | →3        | Дмитриевское |
| 13  | Анциферово         | деревня                 | →5        | Степановское |
| 14  | Апушкино           | деревня                 | →0        | Лопарёвское  |
| 15  | Артёмово           | деревня                 | →2        | Берёзовское  |
| 16  | Артемьевское       | деревня                 | ↗24       | Степановское |
| 17  | Артищево           | деревня                 | →6        | Степановское |
| 18  | Астафьевское       | деревня                 | →0        | Степановское |
| 19  | Афонино            | деревня                 | ↘0        | Дмитриевское |
| 20  | Базеево            | деревня                 | →0        | Дмитриевское |
| 21  | Барское            | деревня                 | →31       | Ореховское   |
| 22  | Бартеневщина       | село                    | →0        | Дмитриевское |
| 23  | Баулино            | деревня                 | →3        | Степановское |
| 24  | Беберово           | деревня                 | ↘17       | Степановское |
| 25  | Берёзовец          | село                    | ↘363      | Берёзовское  |
| 26  | Берёзово           | деревня                 | →15       | Ореховское   |
| 27  | Богородское        | село                    | →5        | Дмитриевское |
| 28  | Богчино            | деревня                 | ↘17       | Дмитриевское |
| 29  | Болотово           | деревня                 | →1        | Лопарёвское  |
| 30  | Борисовское        | деревня                 | →3        | Дмитриевское |
| 31  | Боровское          | деревня                 | →0        | Ореховское   |
| 32  | Бородино           | деревня                 | →2        | Дмитриевское |
| 33  | Бородино           | деревня                 | ↘5        | Ореховское   |
| 34  | Брюхово            | деревня                 | ↗14       | Ореховское   |
| 35  | Буносово           | деревня                 | ↘77       | Дмитриевское |
| 36  | Буслово            | деревня                 | →1        | Дмитриевское |
| 37  | Быки               | деревня                 | ↗21       | Степановское |
| 38  | Ваганово           | деревня                 | →0        | Степановское |
| 39  | Вальково           | деревня                 | →1        | Степановское |
| 40  | Васильевское       | деревня                 | →10       | Дмитриевское |
| 41  | Васильевское       | деревня                 | →4        | Ореховское   |
| 42  | Вахнецы            | деревня                 | ↘8        | Степановское |
| 43  | Вдовье             | деревня                 | →22       | Берёзовское  |
| 44  | Вёкса              | посёлок                 | →19       | Ореховское   |
| 45  | Верково            | деревня                 | →4        | Берёзовское  |
| 46  | Вознесенское       | село                    | →6        | Ореховское   |
| 47  | Волково            | деревня                 | →0        | Дмитриевское |
| 48  | Воронино           | деревня                 | ↗4        | Степановское |
| 49  | Ворохеево          | деревня                 | →0        | Дмитриевское |
| 50  | Воскресенское      | село                    | ↗55       | Ореховское   |
| 51  | Востошма           | железнодорожная станция | ↗5        | Дмитриевское |
| 52  | Вострилово         | деревня                 | →2        | Дмитриевское |
| 53  | Выползово          | деревня                 | ↗9        | Дмитриевское |
| 54  | Выползово          | деревня                 | ↘4        | Ореховское   |
| 55  | Выползово          | деревня                 | ↘5        | Ореховское   |
| 56  | Гаврилково         | деревня                 | →0        | Дмитриевское |
| 57  | Гавриловское       | село                    | →0        | Дмитриевское |
| 58  | Гавриловское       | деревня                 | →0        | Ореховское   |
| 59  | Галузино           | деревня                 | →7        | Берёзовское  |
| 60  | Глухово            | деревня                 | ↘30       | Дмитриевское |
| 61  | Головино           | деревня                 | ↗2        | Степановское |
| 62  | Голчино            | деревня                 | →2        | Берёзовское  |
| 63  | Гора               | деревня                 | →5        | Ореховское   |
| 64  | Горки              | деревня                 | ↘1        | Дмитриевское |
| 65  | Горки              | деревня                 | ↘2        | Ореховское   |
| 66  | Горки              | деревня                 | →1        | Степановское |
| 67  | Готовцево          | село                    | →0        | Дмитриевское |
| 68  | Григорово          | деревня                 | ↘4        | Ореховское   |
| 69  | Гришино            | село                    | →0        | Ореховское   |
| 70  | Денисьево          | деревня                 | →7        | Дмитриевское |
| 71  | Деревеньки         | деревня                 | ↘0        | Дмитриевское |
| 72  | Дмитриевское       | деревня                 | ↗314      | Дмитриевское |
| 73  | Добрёна            | деревня                 | →1        | Ореховское   |
| 74  | Дурцово            | село                    | →0        | Дмитриевское |
| 75  | Дьяконово          | деревня                 | →0        | Дмитриевское |
| 76  | Дьяконово          | деревня                 | ↘12       | Степановское |
| 77  | Елизаровское       | деревня                 | →0        | Ореховское   |
| 78  | Емельяново         | деревня                 | →0        | Берёзовское  |
| 79  | Еремейцево         | деревня                 | ↘20       | Ореховское   |
| 80  | Жарки              | деревня                 | →1        | Дмитриевское |
| 81  | Животово           | деревня                 | →0        | Лопарёвское  |
| 82  | Жилотово           | деревня                 | →4        | Дмитриевское |
| 83  | Житково            | деревня                 | →3        | Дмитриевское |
| 84  | Жуково             | деревня                 | →3        | Ореховское   |
| 85  | Завал              | деревня                 | →3        | Ореховское   |
| 86  | Заводь             | деревня                 | →2        | Ореховское   |
| 87  | Завражье           | деревня                 | →2        | Дмитриевское |
| 88  | Завражье           | деревня                 | ↗79       | Ореховское   |
| 89  | Заднево            | деревня                 | →3        | Берёзовское  |
| 90  | Закастье           | деревня                 | →4        | Берёзовское  |
| 91  | Занино             | деревня                 | ↘3        | Берёзовское  |
| 92  | Заречье            | деревня                 | →1        | Дмитриевское |
| 93  | Заря               | деревня                 | →3        | Ореховское   |
| 94  | Зеленцино          | деревня                 | →6        | Степановское |
| 95  | Иваньково          | деревня                 | ↘78       | Дмитриевское |
| 96  | Ивашково           | деревня                 | →0        | Ореховское   |
| 97  | Игорево            | деревня                 | →0        | Степановское |
| 98  | Ильинское          | деревня                 | →2        | Дмитриевское |
| 99  | Ихолово            | деревня                 | ↘8        | Ореховское   |
| 100 | Кабаново           | село                    | ↘151      | Дмитриевское |
| 101 | Калинино           | деревня                 | ↗7        | Ореховское   |
| 102 | Карманово          | деревня                 | ↘6        | Лопарёвское  |
| 103 | Катеринино         | деревня                 | →2        | Дмитриевское |
| 104 | Кишкино            | деревня                 | →3        | Берёзовское  |
| 105 | Кладово            | деревня                 | →1        | Лопарёвское  |
| 106 | Ключи              | деревня                 | →2        | Дмитриевское |
| 107 | Княжево            | деревня                 | ↗5        | Ореховское   |
| 108 | Кожухово           | деревня                 | ↗20       | Ореховское   |
| 109 | Кокорюкино         | деревня                 | →0        | Степановское |
| 110 | Кольтегаево        | деревня                 | →4        | Дмитриевское |
| 111 | Конеево            | деревня                 | →0        | Дмитриевское |
| 112 | Коптево            | деревня                 | →7        | Берёзовское  |
| 113 | Корнево            | деревня                 | ↘23       | Дмитриевское |
| 114 | Костино            | деревня                 | →0        | Ореховское   |
| 115 | Костома            | село                    | ↘129      | Ореховское   |
| 116 | Кракино            | деревня                 | →0        | Дмитриевское |
| 117 | Красильниково      | деревня                 | →0        | Дмитриевское |
| 118 | Красильниково      | железнодорожный разъезд | →22       | Дмитриевское |
| 119 | Красильниково      | посёлок                 | ↘276      | Дмитриевское |
| 120 | Красная Заря       | посёлок                 | ↘32       | Степановское |
| 121 | Красново           | деревня                 | →0        | Ореховское   |
| 122 | Крутцы             | деревня                 | →1        | Дмитриевское |
| 123 | Куземино           | деревня                 | ↘12       | Лопарёвское  |
| 124 | Кузнецово          | деревня                 | ↗3        | Степановское |
| 125 | Куницино           | деревня                 | ↗5        | Дмитриевское |
| 126 | Курилово           | деревня                 | ↗14       | Дмитриевское |
| 127 | Курьяново          | посёлок                 | ↗394      | Степановское |
| 128 | Кучумовка          | посёлок                 | ↗37       | Ореховское   |
| 129 | Ладыгино           | деревня                 | ↘208      | Берёзовское  |
| 130 | Лаптево            | деревня                 | ↗115      | Дмитриевское |
| 131 | Левково            | деревня                 | ↘78       | Степановское |
| 132 | Лежнино            | деревня                 | ↘4        | Степановское |
| 133 | Ленивцево          | деревня                 | ↗11       | Дмитриевское |
| 134 | Лихарево           | деревня                 | →1        | Степановское |
| 135 | Лобачи             | деревня                 | ↗35       | Дмитриевское |
| 136 | Логиново           | деревня                 | →10       | Дмитриевское |
| 137 | Лодыгино           | деревня                 | →0        | Степановское |
| 138 | Лопарево           | посёлок                 | ↘663      | Лопарёвское  |
| 139 | Лукьяново          | деревня                 | →0        | Степановское |
| 140 | Лыково             | деревня                 | →0        | Дмитриевское |
| 141 | Лысенино           | деревня                 | →0        | Степановское |
| 142 | Лысково            | деревня                 | →0        | Степановское |
| 143 | Льгово             | деревня                 | →8        | Дмитриевское |
| 144 | Лявлево            | деревня                 | ↘7        | Ореховское   |
| 145 | Максимово          | деревня                 | ↘4        | Ореховское   |
| 146 | Малое Митино       | деревня                 | ↘1        | Ореховское   |
| 147 | Малое Сальково     | деревня                 | →0        | Дмитриевское |
| 148 | Малофеево          | деревня                 | →1        | Дмитриевское |
| 149 | Малышево           | деревня                 | ↗126      | Дмитриевское |
| 150 | Марково            | деревня                 | →0        | Дмитриевское |
| 151 | Марфинское         | деревня                 | →1        | Степановское |
| 152 | Матвеевское        | деревня                 | →4        | Ореховское   |
| 153 | Матюково           | деревня                 | →27       | Берёзовское  |
| 154 | Медвежье           | деревня                 | →3        | Ореховское   |
| 155 | Мелёшино           | деревня                 | ↗167      | Степановское |
| 156 | Милятино           | деревня                 | →14       | Дмитриевское |
| 157 | Митино             | село                    | ↘219      | Дмитриевское |
| 158 | Митино             | деревня                 | →0        | Ореховское   |
| 159 | Митюрёво           | деревня                 | →0        | Дмитриевское |
| 160 | Михайловское       | село                    | →206      | Дмитриевское |
| 161 | Михалёво           | деревня                 | ↗11       | Ореховское   |
| 162 | Михалёво           | деревня                 | ↘11       | Ореховское   |
| 163 | Михлино            | деревня                 | →1        | Дмитриевское |
| 164 | Монаково           | деревня                 | →0        | Дмитриевское |
| 165 | Морозовское        | село                    | →13       | Степановское |
| 166 | Мужилово           | деревня                 | →0        | Дмитриевское |
| 167 | Муравьище          | село                    | ↘68       | Берёзовское  |
| 168 | Нагатино           | село                    | ↗127      | Дмитриевское |
| 169 | Нарядово           | деревня                 | ↘10       | Ореховское   |
| 170 | Недерево           | деревня                 | →1        | Ореховское   |
| 171 | Некрасово          | деревня                 | →0        | Ореховское   |
| 172 | Никитино Большое   | деревня                 | ↗7        | Ореховское   |
| 173 | Никольское         | деревня                 | →0        | Степановское |
| 174 | Никоново           | деревня                 | ↘2        | Дмитриевское |
| 175 | Новиково           | деревня                 | →2        | Ореховское   |
| 176 | Новинское          | деревня                 | →0        | Степановское |
| 177 | Новое              | деревня                 | →10       | Дмитриевское |
| 178 | Ногино             | деревня                 | →0        | Ореховское   |
| 179 | Ноля               | село                    | ↗11       | Ореховское   |
| 180 | Ожегино            | деревня                 | →1        | Ореховское   |
| 181 | Олешь              | село                    | ↘163      | Степановское |
| 182 | Ольгово            | деревня                 | →7        | Ореховское   |
| 183 | Орехово            | село                    | ↘644      | Ореховское   |
| 184 | Павлово            | деревня                 | →0        | Ореховское   |
| 185 | Панфилово          | деревня                 | ↘68       | Лопарёвское  |
| 186 | Папино             | деревня                 | →0        | Дмитриевское |
| 187 | Пастома            | деревня                 | →0        | Дмитриевское |
| 188 | Пестово            | деревня                 | →0        | Дмитриевское |
| 189 | Пестово            | деревня                 | →0        | Степановское |
| 190 | Петровское         | деревня                 | →0        | Дмитриевское |
| 191 | Пилино             | деревня                 | →0        | Дмитриевское |
| 192 | Подгорный          | посёлок                 | →3        | Дмитриевское |
| 193 | Подольское         | деревня                 | ↘45       | Ореховское   |
| 194 | Покров-Пема        | деревня                 | →2        | Степановское |
| 195 | Покровское         | село                    | →10       | Ореховское   |
| 196 | Поляна             | деревня                 | ↗7        | Ореховское   |
| 197 | Поляны             | деревня                 | ↘5        | Дмитриевское |
| 198 | Поляны             | деревня                 | ↗1        | Дмитриевское |
| 199 | Пономарёвское      | деревня                 | →4        | Ореховское   |
| 200 | Потапово           | деревня                 | →0        | Степановское |
| 201 | Починок            | деревня                 | →31       | Дмитриевское |
| 202 | Починок Черкасский | деревня                 | ↘2        | Ореховское   |
| 203 | Пронино            | деревня                 | ↘341      | Дмитриевское |
| 204 | Протасово          | деревня                 | →4        | Дмитриевское |
| 205 | Пустынь            | деревня                 | →0        | Степановское |
| 206 | Радионово          | деревня                 | →6        | Ореховское   |
| 207 | Ратуново           | деревня                 | →1        | Лопарёвское  |
| 208 | Рахманово          | деревня                 | →9        | Дмитриевское |
| 209 | Реброво            | село                    | →0        | Дмитриевское |
| 210 | Рожново            | деревня                 | →28       | Берёзовское  |
| 211 | Ромашково          | деревня                 | →0        | Берёзовское  |
| 212 | Россолово          | деревня                 | →1        | Ореховское   |
| 213 | Россолово          | посёлок                 | ↘974      | Ореховское   |
| 214 | Рудино             | деревня                 | →5        | Лопарёвское  |
| 215 | Русаково           | деревня                 | →4        | Ореховское   |
| 216 | Рылово             | деревня                 | ↘3        | Ореховское   |
| 217 | Рябинкино          | деревня                 | ↘18       | Берёзовское  |
| 218 | Сабаново           | деревня                 | →0        | Дмитриевское |
| 219 | Савино             | деревня                 | →0        | Дмитриевское |
| 220 | Салово             | деревня                 | →1        | Степановское |
| 221 | Сальково           | деревня                 | →2        | Дмитриевское |
| 222 | Седаково           | деревня                 | →0        | Степановское |
| 223 | Селехово           | деревня                 | ↘40       | Ореховское   |
| 224 | Селиваново         | деревня                 | →0        | Степановское |
| 225 | Селищево           | деревня                 | ↘5        | Дмитриевское |
| 226 | Семёновское        | деревня                 | →0        | Степановское |
| 227 | Середнево          | деревня                 | →6        | Берёзовское  |
| 228 | Сигонтино          | деревня                 | →2        | Ореховское   |
| 229 | Сидорово           | деревня                 | →5        | Берёзовское  |
| 230 | Синцово            | село                    | →3        | Дмитриевское |
| 231 | Сипятрово          | деревня                 | ↗5        | Дмитриевское |
| 232 | Соцевино           | село                    | →1        | Дмитриевское |
| 233 | Степаново          | деревня                 | ↗596      | Степановское |
| 234 | Струково           | деревня                 | ↘11       | Дмитриевское |
| 235 | Ступино            | деревня                 | →3        | Берёзовское  |
| 236 | Сушлебино          | деревня                 | →0        | Степановское |
| 237 | Сынково            | село                    | →0        | Степановское |
| 238 | Тёбза              | железнодорожная станция | ↘21       | Дмитриевское |
| 239 | Тентюково          | деревня                 | →5        | Степановское |
| 240 | Толтуново          | деревня                 | ↘190      | Степановское |
| 241 | Туровское          | село                    | ↘85       | Степановское |
| 242 | Углево             | село                    | ↗163      | Дмитриевское |
| 243 | Умиленье           | село                    | ↗5        | Степановское |
| 244 | Унорож             | село                    | ↘202      | Ореховское   |
| 245 | Успенская Слобода  | село                    | ↗178      | Дмитриевское |
| 246 | Успенье            | погост                  | →1        | Ореховское   |
| 247 | Ушково             | деревня                 | →0        | Степановское |
| 248 | Фаладино           | деревня                 | →0        | Степановское |
| 249 | Фатьяново          | деревня                 | →7        | Степановское |
| 250 | Феднево            | деревня                 | ↘42       | Берёзовское  |
| 251 | Фёдоровское        | деревня                 | ↘0        | Ореховское   |
| 252 | Фёдоровское        | деревня                 | ↗17       | Ореховское   |
| 253 | Федурново          | деревня                 | →7        | Дмитриевское |
| 254 | Фоминское          | деревня                 | ↗453      | Дмитриевское |
| 255 | Фофаново           | деревня                 | →5        | Степановское |
| 256 | Халдино            | деревня                 | →0        | Степановское |
| 257 | Холм               | село                    | ↘4        | Дмитриевское |
| 258 | Холмец             | деревня                 | ↘23       | Дмитриевское |
| 259 | Целово             | деревня                 | →1        | Степановское |
| 260 | Цибушево           | деревня                 | →1        | Ореховское   |
| 261 | Чёлсма             | деревня                 | ↗597      | Дмитриевское |
| 262 | Черницино          | деревня                 | ↗32       | Лопарёвское  |
| 263 | Чертаново          | деревня                 | ↘0        | Лопарёвское  |
| 264 | Чмутово            | село                    | →5        | Ореховское   |
| 265 | Шалабино           | деревня                 | ↗8        | Дмитриевское |
| 266 | Шалино             | деревня                 | →0        | Дмитриевское |
| 267 | Шемякино           | деревня                 | ↗1        | Дмитриевское |
| 268 | Шиханово           | посёлок                 | →2        | Берёзовское  |
| 269 | Щедрино            | деревня                 | →3        | Берёзовское  |
| 270 | Щелконогово        | деревня                 | →0        | Дмитриевское |
| 271 | Щербинино          | деревня                 | ↘30       | Ореховское   |
| 272 | Яковлево           | деревня                 | ↗6        | Дмитриевское |
| 273 | Ямышево            | деревня                 | →1        | Дмитриевское |
| 274 | Яснево             | деревня                 | →3        | Дмитриевское |

Упразднённые населённые пункты
- 2003 год — деревни Аксенково, Ермаково, Новое Степановское, Павловское, Починок, Старый Георгий, Футякино, Чертово Березовского сельсовета; деревня Шиляково Дмитриевского сельсовета; деревня Макарово Кабановского сельсовета; деревня Андроново Костомского сельсовета; деревни Ахлебинино, Воскресенское, Красково, Новое Петровское, Подойково Красильниковского сельсовета; деревня Аничево, ж.д.будку 525 км Лопаревского сельсовета; деревни Матвеевское, Подлужье, Починок, Скорлываново Ореховского сельсовета; деревни Долматово, Жуково, Лутовинки, Починок, Родковино, Толстиково, Тепишкино Пронинского сельсовета; деревни Быково, Починок, Чирково Степановского сельсовета; деревни Бакланово, Губино, Исяково Толтуновского сельсовета; деревни Доводово, Кузьминское, Лапино Унорожского сельсовета; деревни Алифино, Новая, ж.д.разъезд Храмки Челсменского сельсовета[30].
- 2024 год — железнодорожный разъезд Богчино и деревни Валово, Водокачка, Воробьёво, Гора Шабаново, Губино, Емелево, Куфтино, Лягово, Мякишево, Нероново, Папино (Ореховское сельское поселение), Парфёново, Польское, Пундово, Репниково, Рогачёво, Самылово, Славистово, Сохино, Станки, Фомицино, Харпаево, Языково, Якушкино.

## Экономика

### Промышленность
Предприятия промышленности, работающие в районе: ОАО «Курьяновский карьер» (разработка гравийных карьеров и производство щебня), ЗАО «Галичское» по птицеводству (производство теплоэнергии и продуктов переработки яйца куриного и мяса), ООО «Ореховское торговое предприятие» (выпечка хлеба и хлебобулочных изделий), МП ЖКХ Галичского района (производство теплоэнергии), ООО «Галичрыба» (переработка рыбы).
Лесной фонд района арендуется и осваивается лесозаготовительными предприятиями зарегистрированными в городе Галич. Это ООО «Фориа-Кострома», ООО «АльКор», ЗАО «ТФК-Нефтегаз», ООО «Планета», ГП «Костромахозлес», ООО ПЛО «Островский лес». И только одно предприятие ООО «Курилово» из числа арендаторов с расчётной лесосекой в 14 000 кубометров зарегистрировано в районе.

### Сельское хозяйство
Агропромышленный комплекс является важнейшей составной частью экономики Галичского муниципального района. Он представлен 26 сельскохозяйственными организациями, крестьянскими (фермерскими) хозяйствами — 4, личными подсобными хозяйствами — 4 443.
Посевная площадь в 2006 году составляла 35 748 га, в том числе зерновых — 3 637 га, кормовых культур — 30 692 га.

### Торговля
На 1 января 2006 года услуги розничной торговли в районе оказывают ООО «Ореховское торговое предприятие», ООО «Елена», ООО «Векса», ООО «Меркурий», ООО «Кубань», ООО «Весна», ООО «Татьяна», ООО «Урожай», ООО «Комета», ООО «Вэлдан», ООО «Векса», а также индивидуальные предприниматели. В текущем году была произведена реконструкция магазина в деревне Мелешино Степановского сельского поселения, а также открылся вновь магазин в деревне Завражье Ореховского сельского поселения. Наиболее крупным предприятием является ООО «Ореховское торговое предприятие», ООО «Вэлдан», ООО «Меркурий». Оборот розничной торговли за 2006 год по ООО «Ореховскому торговому предприятию» составил 20287 тыс. рублей. Среднемесячная численность работающих составляет 90 человек. Оборот общественного питания по этому же предприятию составил 2 306,2 тыс. рублей. Кроме того к предприятиям общественного питания относятся ООО «Векса» — Ореховское сельское поселение, ООО «Старрус» — кафе «Престиж», Степановское сельское поселение.

## Транспорт
Через район проходит Северная железная дорога (участки Буй — Шарья и Галич — Кострома) и автомобильные дороги, в том числе автодорога регионального значения Р100.

## Известные уроженцы
- Козлов Михаил Васильевич (1928—1973) — советский лётчик-испытатель, Герой Советского Союза (1966), Заслуженный лётчик-испытатель СССР (1972), полковник. Родился 5 ноября 1928 года в селе Ежево.
- Смирнов, Василий Андреевич (1889—1979) — советский военачальник, генерал-майор, во время обороны Москвы командир Подольских курсантов. Родился в деревне Починок.
- Суворов Иван Павлович (1909—1982) — советский военачальник, военный лётчик-ас, имеющий на боевом счету 8 сбитых самолетов противника, участник освобождения Западной Белоруссии, Советско-финляндской, Советско-японской и Великой Отечественной войн, генерал-инспектор истребительной авиации Инспекции ПВО Главной инспекции МО СССР, генерал-майор авиации. Родился в деревне Ермаково.
- Турунов Геннадий Сергеевич (1925—1945) — Герой Советского Союза, гвардии старший сержант, командир пулемётного расчёта 1-й пулемётной роты 1-го стрелкового батальона 172-го гвардейского стрелкового полка. Родился 2 января 1925 года в селе Костома[31].

## Достопримечательности
- Богородское — Церковь Казанской Пресвятой Богородицы.
- Галич — Николаевский Староторжский монастырь, Успенская слобода, Паисиево-Галичский женский монастырь, церковь Василия Великого.
- Реброво — Церковь Рождества Богородицы.
- «Городище у с. Унорож, VIII в. до н. э.- VII в. н. э.» — объект археологического наследия федерального значения на территории Ореховского сельского поселения. Отражает этнокультурные процессы эпохи «раннего железа», торгово-экономические связи Костромского Заволжья с Северной Русью, Скандинавией и восточными землями в IX—XI вв., получает историческое развитие в древнерусский период (XII—XIII вв.).